# 特拉维夫中央汽车站恐怖袭击
特拉维夫中央汽车站大屠杀是2003年1月5日发生的一次袭击，两名巴勒斯坦自杀炸弹手在以色列特拉维夫市的特拉维夫中央汽车站外发动自杀式爆炸袭击，共炸死23名平民，炸伤100多人。
恐怖袭击发生后，巴勒斯坦激进组织阿克萨烈士旅声称对袭击负责。

## 袭击过程
2003年1月5日星期日，两名巴勒斯坦自杀式爆炸袭击者在特拉维夫中央公共汽车站外的一个拥挤地区引爆炸彈，兩名兇徒引爆時間相隔只有30秒，彼此相距500米以内。23名平民在袭击中丧生，100多人受伤。